# Seznam plemen skotu
hlavní článek: plemena skotu

## A
- aberdeen-angus
- algavský skot
- allgauer gurtenvieh
- andaluzský skot
- angler
- anglický dlouhorohý skot
- anglický krátkorohý skot
- astracháňský skot
- aubracský skot
- ayrshire

## B
- balijský skot
- bazadaise
- beefmaster
- belgické modrobílé
- blonde d'Aquitaine
- boran
- brahmanský skot
- braforský skot
- braunvieh
- british longhorn
- brown swiss
- buvol domácí

## C
- charolais
- chianina

## Č
- camaruge skot
- černostrakatý skot
- česká červinka
- český strakatý skot - dříve červenostrakatý skot

## D
- dahomey
- dánská červinka
- dexter

## E
- eringer
- estonský původní skot
- évolène

## F
- fjäll
- fleckvieh

## G
- galloway
- gasconne
- gayal
- gelbvieh
- groeningen skot
- guersey

## H
- hariana
- herefordský skot
- holštýnský skot
- hinterwälder
- highland

## J
- jak
- jersey

## I
- Islandský skot
- Irský moiled

## K
- kalmycký skot
- karpatská hnědá
- kankrej
- kerry
- krishna valley
- kuri

## L
- lakenvelder
- limousinský skot
- loala
- luingský skot

## M
- madurský skot
- maďarský stepní skot
- maine-anjou
- maremmanský skot
- masný simentál
- montafonský skot
- montbeliard
- murray grey

## N
- N'Dama
- německá červinka
- německý angus
- německý červenostrakatý nížinný skot
- německý strakatý skot
- nguni
- normandský skot
- norská červinka

## P
- parthenaise
- piemontese
- pincgavský skot
- polská červinka
- pratur

## R
- red holstein
- romagnola

## S
- sahiwal
- salerský skot
- santa gertrudis
- simentálský skot
- skotský náhorní skot
- španělský bojový býk
- shorthorn

## Š
- švýcarský hnědý skot

## T
- Tasmánská šedá
- texaský dlouhorohý skot (texas longhorn)
- tharparkar
- trpasličí zebu
- tyrolský šedý skot

## U
- uherský stepní skot
- uckermäcker
- ukrajinský stepní skot

## V
- valdostana
- velšský černý skot
- vorderwälder
- vosgienne

## W
- wagyu
- watusi - bečuánský skot
- welsh black

## Z
- zebu
- zubroň